# Piero Sraffa
Piero Sraffa (* 5. August 1898 in Turin; † 3. September 1983 in Cambridge, Großbritannien) war ein italienischer Wirtschaftswissenschaftler.

## Theorie
Sraffa entwickelte eine Theorie, die der Input-Output-Analyse von Wassily Leontief sehr ähnlich sieht, aber eine völlig andere Zielsetzung verfolgt, nämlich Preise zu bestimmen, die ein störungsfreies Wachstum (auch ein Wachstum von null) einer Volkswirtschaft ermöglichen würden und den Kapitaleignern eine uniforme Profitrate bescheren. In diesem Punkt ähneln die Sraffa-Preise den Marxschen Produktionspreisen. Auf dieser Grundlage werden dann theoretische Probleme aufgegriffen und im Rahmen dieses Modells gelöst: Das Problem eines verteilungsunabhängigen Wertmaßstabes, das Problem der Transformation von Werten in Produktionspreise sowie das Problem der Technikwahl – um nur einige zu nennen.
Sraffas Ansatz besteht darin, die technologische Struktur einer Volkswirtschaft mit Hilfe von Input-Matrizen zu erfassen. Allerdings hat Sraffa sein Modell nicht mathematisch, sondern rein verbal formuliert, so dass eine nachträgliche Modellierung möglich war und zu einem besseren Verständnis beitrug. Die Elemente der Input-Matrix stellen den durch die Produktion verursachten Güterverbrauch dar, genauer gesagt: welche und wie viel Waren zur Produktion einer Ware verwendet werden. In Sraffas Basismodell werden dabei Ein-Produkt-Zweige unterstellt, das heißt, in jedem Industriezweig wird genau eine Warensorte hergestellt. Zur Charakteristik der technologischen Struktur eines ökonomischen Systems, beispielsweise einer Volkswirtschaft, gehört außerdem der Arbeitseinsatz. Dieser wird ebenfalls je produzierter Wareneinheit modelliert, und zwar durch eine (1,n)-Matrix, die die Anzahl der Beschäftigten je produzierter Wareneinheit erfasst. Für jede Ware kann somit eine Gleichung aufgestellt werden, die darstellt, welche anderen Waren in welchen Mengen zu ihrer Herstellung verwendet werden und wie groß der Arbeitsaufwand ist. Wenn dies für jede Ware geschehen ist, erhält man ein Gleichungssystem für die neoricardianischen Preise, deren Lösung angibt, in welchem Verhältnis die verschiedenen Waren getauscht werden müssten, um eine reibungslose Reproduktion zu etablieren. Zwar sind durch das Gleichungssystem die Relationen zwischen den Preisen bestimmt, aber das generelle Preisniveau ist dadurch noch nicht festgelegt. Es gibt verschiedene Möglichkeiten, dieses Niveau zu definieren. Eine Möglichkeit besteht darin, eine Ware zur Preiseinheit, zum Numéraire, zu erheben. Wird beispielsweise ein Pfund Sterling-Silber zum Numéraire erklärt, werden die Preise der anderen Waren in Pfund Sterling angegeben. Der verbliebene Freiheitsgrad des Gleichungssystems kann aber auch dadurch „gefüllt“ werden, dass eine Größe, etwa der Lohn, festgelegt wird. Dann werden die Preise in Lohneinheiten („kommandierte Arbeit“) ausgedrückt – ähnlich wie durch das Konzept des Reallohns in der Mainstream-Ökonomik. Man kann auch definieren, dass die Arbeiter einen bestimmten Warenkorb kaufen müssen, damit sie ihre Arbeitskraft erhalten können (Subsistenzlohn), dann werden die Preise in diesen Warenkörben ausgedrückt. Gleich welche Festlegung getroffen wird: Das Modell zeigt – mit Ausnahme von speziellen Strukturen der physischen Basis – eine Abhängigkeit der Verteilung des Surplusprodukts auf Lohnarbeiter und Kapitaleigner von den Preisen, und die Preise hängen vom Verhältnis zwischen Lohnsatz und Profitrate ab. Der Zusammenhang zwischen Lohnsatz und Profitrate ist im Allgemeinen nicht-linear, im großen Ganzen kann man die Tendenz so beschreiben: Die Profitrate ist umso niedriger, je höher der Lohnsatz festgelegt wird. Werden die Profite voll reinvestiert in mehr Arbeitskräfte und mehr Produktionsmittel oder anders ausgedrückt, wird das Mehrprodukt jedes Mal voll zur Erweiterung des gesamtwirtschaftlichen Produktionsumfanges genutzt, dann wächst die Wirtschaft mit einer Rate, die gleich hoch ist wie die Profitrate (vom Konsum der Unternehmer wird auch abgesehen). Beträgt die Profitrate etwa 5 %, dann werden jedes Jahr 5 % mehr Arbeitskräfte eingestellt und es wird von allem 5 % jährlich mehr produziert.

## Sraffa und Ricardo
Bei Sraffa muss die Profitrate sinken, wenn die Löhne steigen. Dasselbe hatte schon David Ricardo behauptet. Deshalb wird die Sraffaschule auch als neoricardianisch bezeichnet. Bei Marx können dagegen sowohl die Löhne als auch die Profitrate sinken, wenn etwa der Kapitalaufwand für Produktionsmittel entsprechend stark zunimmt.
Sraffa war außerdem der Herausgeber der gesammelten Werke David Ricardos.

## Sraffa und die Neoklassik
Sraffa sah in dem Tableau Économique von François Quesnay einen Vorläufer, insofern schon dort das Bild eines Systems von Produktion und Konsum als Kreislauf entworfen wurde. Dies steht „in krassem Gegensatz zu dem von der modernen Theorie entworfenen Bild einer Einbahnstrasse, die von den ‚Produktionsfaktoren‘ zu den ‚Konsumgütern‘ führt.“. 
Sraffa verstand sein Modell als Kritik an neoklassischen Modellen. Sein Modell führte zur „reswitching“-Debatte. Laut Neoklassik führen steigende Löhne dazu, dass die Kapitalisten Produktionstechniken wählen, die weniger lebendige Arbeit benötigen, dafür mehr Produktionsmittel wie Maschinen. Die Kapitalisten weichen also der teurer werdenden Arbeit aus und wählen dafür Techniken, die zum Ausgleich mehr Produktionsmittel benötigen. Sie substituieren Arbeit durch „Kapital“.
Sraffa verglich verschiedene Techniken mit unterschiedlicher Arbeitsintensität miteinander, insbesondere betrachtete er, wie sich die Profitraten bei den verschiedenen Techniken entwickeln, wenn der Lohn steigt. Bei allen Techniken wird die Profitrate sinken, aber die Reihenfolge der nach der Größe der Profitrate geordneten Techniken kann sich dabei ändern. Eine Technik, die bei niedrigem Lohn die höchste Profitrate aufweist, fällt vielleicht zurück, wenn der Lohn steigt, kann aber wieder die höchste Profitrate bekommen, wenn die Löhne weiter steigen. Für die Kapitalisten heißt dies, dass sie bei steigendem Lohn zu einer anderen Technik mit höherer Profitrate wechseln, steigt der Lohn aber weiter, wechseln sie wieder zurück („reswitching“), weil die alte Technik jetzt wieder die höchste Profitrate aufweist. Dass sich dies unter bestimmten Umständen ergeben kann, widerspricht der neoklassischen Produktionstheorie, die diesen Fall nicht vorsieht.
Kapitalkontroverse
Die Neoklassik nimmt in ihren Produktionsfunktionen an, dass von den Produktionsfaktoren Arbeit und „Kapital“ bestimmte Mengen eingesetzt werden. Das Problem, dass sich bei der Bestimmung des in Preisen ausgedrückten Wertes des Kapitalstocks beispielsweise Güterzuglokomotiven und Reißnägel nicht ohne Weiteres addieren lassen, wird dadurch gelöst, dass die verschiedenen Kapitalgüter mit ihren Preisen multipliziert und anschließend zu einer Größe zusammenaddiert werden, so dass ein Kapitalstock in Höhe von soundsoviel Mrd. Euro vorliegt. „Reine“ Preisveränderungen im Zeitablauf werden dabei mit bestimmten Verfahren wieder herausgerechnet.
Nach Sraffa ist dies nicht zulässig. Setzen die Gewerkschaften etwa einen höheren Lohnsatz durch, dann vermindert dies (unter der Annahme einer einheitlichen Profitrate in allen Branchen und in der langen Frist) die Profitrate und verändert alle Preise der Waren, auch der Kapitalgüter wie Güterzuglokomotiven und Reißnägel. Die Größe des Kapitalstocks als Summe der Preise aller Kapitalgüter hängt somit davon ab, welches Lohnniveau durchgesetzt wird. Das widerspricht der neoklassischen Annahme eines gegebenen Kapitalstockpreises. Profitrate und der Wert des Kapitalstocks können nicht unabhängig voneinander bestimmt werden, sondern nur simultan. Die Auseinandersetzung um dieses Problem wird als Kapitalkontroverse bezeichnet.
Kontroverse um die Numéraire-Abhängigkeit
In den 90er Jahren fand in den „Jahrbüchern für Nationalökonomie und Statistik“ eine Debatte zu der Frage statt, ob sich die von der neoricardianischen Schule behaupteten Gesetzmäßigkeiten bei einem Wechsel des Numéraires (der Einheit, in der die Preise ausgedrückt werden) ändern.

## Sraffa und die Marxsche Wirtschaftstheorie
Durch seine Kritik an der Neoklassik war Sraffa als linker Ökonom eingeordnet. Seine Modelle schienen auch eine moderne mathematische Grundlage für die Marxsche Wirtschaftstheorie zu bieten. Die Marxschen Aussagen wurden anhand des Sraffa-Modells überprüft, indes nicht in jedem Falle bestätigt. Im Verlauf der Debatte haben sich mehrere Strategien marxscher Gegenkritik herausgebildet, die entweder Marx im prinzipiellen Rahmen Sraffianischer Analytik alternativ interpretieren oder diesen Rahmen selbst kritisieren. So kritisieren beispielsweise die marxistischen Autoren der US-amerikanischen „Temporal single-system interpretation“ seit Beginn der 1980er Jahre, dass Sraffianische Modelle den Restriktionen der neoklassischen Allgemeinen Gleichgewichtstheorie unterliegen und eine solche Interpretation Marxens erst zu den von der Sraffa-Schule konstatierten Problemen führt. Fritz Helmedag wiederum verweist darauf, dass die Marxsche Arbeitswerttheorie empirisch realitätsnäher und logisch konsistenter ist als die neoricardianischen Theorien der Produktionspreise, die obendrein nicht universell vereinbar seien mit gesellschaftlicher Arbeitsteilung. Emmanuel Farjoun und Moshe Machover verweisen ebenfalls auf die Leistungsfähigkeit der Arbeitswerttheorie und schlagen in ihrem Buch "The laws of chaos„(1983) vor, statt von einer einheitlichen Durchschnittsprofitrate von einer Differenzierung der Profitrate in mehrere Profitraten auszugehen. Die“reinen„Arbeitswerte stellen für Farjoun und Machover dann die statistischen Mittelwerte dar, die als“erste Näherung" dem realen Preisgeschehen am nächsten kommen.

### Arbeitswerttheorie
Adam Smith übernahm, als The Wealth of Nations schon halb geschrieben war, von den Économistes in Paris das Denken in Kreisläufen. Es bestimmt den Anfang des Buches, den Ricardo wortwörtlich in den Principles wiederholt. Diese späten Ergänzungen durch Smith führten zu Inkonsistenzen in der Wealth of Nations, die Ricardo durch ein logisches Kreislaufmodell ersetzen wollte. Ein Kreislaufmodell braucht eine Recheneinheit, einen numéraire (Bezugsgröße). Ricardos erster Versuch – von Sraffa rekonstruiert – war das Korn-Korn-Modell mit Korn als Kapital und Lohn. In den Principles gebrauchte Ricardo wie Smith und viele andere die Arbeit als numéraire, weil der Wert jedes Produktes durch die im Produkt und seinen Vorprodukten enthaltene Arbeit ausgedrückt werden kann. Seine Versuche, auch die Verzinsung früher geleisteter Arbeit mit dem Preis zu verbinden, fand er unbefriedigend bis in seine letzten Tage. Sraffas Arbeitswerttheorie steht in dieser Tradition.
Nach Marx’ Veröffentlichung 1867 beeilten sich Walras, Jevons und Menger zu zeigen, dass auch Kapital und Boden produktiv sind. Dies war ein Meilenstein zur Formulierung der neoklassischen Theorie, die eine „Einbahnstrasse“ (Sraffa) von Ressourcen über Produktionsfaktoren zur Endstation Verbrauchernutzen behauptet.
Sraffa wie Ricardo wählen für ihre Sicht der „Wirtschaft als Kreislauf“ (Wassily Leontief 1929) als numéraire „Arbeit“. Zwar kann man in einer mathematischen Gleichung Arbeit beliebig durch Kohle oder Stahl ersetzen (Leontief 1929), aber nicht im Produktionsprozess.

### Gesetz des tendenziellen Falls der Profitrate
Auch das Gesetz des tendenziellen Falls der Profitrate wurde mathematisch überprüft und durch das Okishio-Theorem – innerhalb der Sraffa-Welt – widerlegt. Ist der Subsistenzlohn gegeben und kann ein einzelner Kapitalist eine Produktionstechnik mit geringerem Einsatz an Arbeitskräften, dafür vermehrtem Einsatz an Produktionsmitteln wählen und so für sich eine höhere Profitrate erzielen, dann führt dies, wenn die neue Technik allgemein in der jeweiligen Branche angenommen wurde und sich die Aufteilung der Produktion auf die verschiedenen Wirtschaftszweige so neu bildet, dass sich gesamtwirtschaftlich eine möglichst hohe Profitrate ergibt, auch gesamtwirtschaftlich zu immer höheren Profitraten. Nach Marx wäre das Gegenteil zu erwarten gewesen, wobei die Frage der zugrunde gelegten Annahmen kritisch bleibt. Eine Gegenkritik gegen die Sraffianische Argumentation geht zum Beispiel auf die Autoren Alan Freeman und Andrew Kliman des „Temporal Single System“-Ansatzes zurück. Nach Klaus Müller scheitere das Okishio-Theorem daran, das Gesetz des tendenziellen Falls der Profitrate zu widerlegen, weil es den Profit auf die Kosten anstatt wie Marx auf den Kapitalvorschuss bezieht. Müller zeigt, dass sich Okishios „Kostpreisprofitrate“ und die Marxsche Profitrate gegenläufig entwickeln können.

## Kritik an Sraffa
Bei der Sraffaschen Vorgehensweise ist die komparativ-statische Analyse zu kritisieren. Es werden verschiedene Volkswirtschaften miteinander verglichen, die eine bestimmte Produktionstechnik anwenden. Kommt es zu einer technischen Verbesserung, dann wird untersucht, wie sich eine Volkswirtschaft mit dieser neuen Technik verhält. Innerhalb der Sraffa-Welt ist es eigentlich trivial, dass so betrachtet Volkswirtschaften mit immer besseren Produktionstechniken immer rascher wachsen können, also immer höhere „Profitraten“ aufweisen.
Bei Marx ist dagegen die Einführung neuer Techniken ein nicht zur Ruhe kommender Vorgang, ständig werden alte Anlagen durch technischen Fortschritt entwertet, und immer größere Teile des Profits dienen nicht mehr der Schaffung zusätzlicher Arbeitsplätze, sondern dem vermehrten Einsatz von Produktionsmitteln je Arbeitsplatz. Diese Dynamik kann vom Sraffa-Modell nicht erfasst werden.
Diese Sicht findet sich in der Literatur häufig. Sie unterstellt, dass Sraffa ein vollständiges System vorlegen wollte. Der Untertitel von Warenproduktion durch Waren (1960) heißt aber: Einleitung zu einer Kritik der ökonomischen Theorie. Die Aufgabe, die sich Sraffa stellte, war, Ricardos Schwierigkeiten zu lösen, die Preise bei unterschiedlicher organischer Zusammensetzung des Kapitals zu bestimmen. Ricardos Versuch in Absolute Value and Exchangeable Value blieb durch seinen Tod unvollendet. Sieht man Sraffa als jemanden, der nur Ricardos Arbeit vollendet, dann ist sein Werk Teil der ökonomischen Klassik, die mit Adam Smiths Begründung der Vorteile der Arbeitsteilung einsetzte.

## Persönliche Verbindungen
Sraffa ist für seine enge Freundschaft mit dem italienischen marxistischen Denker Antonio Gramsci bekannt und für Rettung von Gramscis Gefängnisnotizbüchern vor den faschistischen Behörden nach dessen Tod im Jahre 1937. Unter dem Titel Probleme von heute und von morgen veröffentlichte Gramsci 1924 einen Brief von Sraffa (ohne Unterschrift, signiert S.). Sraffa betonte die Funktion der bürgerlichen Oppositionen im Kampf gegen den Faschismus und die Bedeutung demokratischer Institutionen für die soziale und politische Entwicklung des Proletariats. Angesichts der Schwäche der Kommunistischen Partei empfahl Sraffa die Zusammenarbeit mit der bürgerlichen Opposition gegen den Faschismus. Gramsci lehnte in seiner Antwort Sraffas Vorschlag ab, folgte ihm aber einige Jahre später.
Nach Norman Malcolm verursachte Sraffa durch eine rüde Geste Ludwig Wittgensteins Umdenken, was zu den Philosophische Untersuchungen (1953, postum) führte: Wittgenstein bestand darauf, dass ein Satz und das, was er beschreibt, die gleiche „logische Form“ haben müssen, die gleiche „logische Vielfalt“. Sraffa machte eine Geste, die Neapolitanern vertraut war und die Ekel oder Verachtung bedeutet, und fragte: „Was ist die logische Form davon?“
In der Einleitung der Philosophische Untersuchungen erwähnt Wittgenstein diese über Jahre dauernden Gespräche mit Sraffa und sagt: „Ich bin ‚diesem‘ Anreiz verpflichtet; er gab mir die konsequentesten Ideen für dieses Buch“. 1946 brach Sraffa seine wöchentlichen Gespräche mit Wittgenstein trotz der Proteste des letzteren ab; als der Philosoph sagte, er würde alles reden, wie es Sraffa wolle, antwortete Sraffa, „Ja, aber auf ‚deine‘ Weise“. Sraffa und Wittgenstein beeinflussten sich gegenseitig tief. Sie besprachen und rezensierten sich immer wieder in Zeitschriften und Notizbüchern. Beide Autoren befassten sich mit der in ihren jeweiligen Disziplinen – Ökonomie und Philosophie – herrschenden Form von Positivismus. Während Wittgenstein seine berühmte Wende vom Tractatus Logico-Philosophicus zu den Philosophischen Untersuchungen vollzog, in denen er die bisherige Vorstellung, die Welt sei ein atomistischer Satz von propositionalen Tatsachen, zu Gunsten der Vorstellung verwarf, dass die Bedeutung aus ihrer Verwendung in einem ganzheitlichen, selbst geschlossenen System resultiert, verwarf Sraffa entsprechend das neoklassische Paradigma, das ähnlich atomistisch, individualistisch und ableitend war. Obwohl es Streitigkeiten gibt, wie Sraffa zu verstehen ist – vor allem zwischen dem neoklassischen Lager von Paul Samuelson und dem neo-ricardianischen von Pierangelo Garegnani – besteht Einigkeit über Sraffas Einfluss. Man kann sagen, dass ähnlich wie Wittgenstein in der Philosophie Sraffa das individualistische und positivistische Verständnis des Preises als Ergebnis eines Gleichgewichts von Angebot und Nachfrage in der neoklassischen Ökonomie ersetzen will durch den Preis, der die soziale Funktion hat, eine stationäre oder wachsende Wirtschaft bei gegebener Einkommensverteilung zu reproduzieren.
Sraffa wird als sehr intelligenter Mann mit einer sprichwörtlichen Schüchternheit und einer Hingabe für Studium und Bücher beschrieben. Seine Bibliothek enthielt mehr als 8.000 Bände, jetzt teilweise in der Trinity College Library. Eine populäre Anekdote behauptet, dass Sraffa eine erfolgreiche langfristige Investition in japanische Staatsanleihen machte, die er am Tag nach der Atombombe auf Hiroshima und Nagasaki kaufte. Eine andere Version sagt, dass Sraffa die Anleihen während des Krieges zu sehr tiefen Preisen kaufte, da er überzeugt war, dass Japan seine Verpflichtungen einhält.
Sraffa erhielt 1961 die Söderströmska-Goldmedaille der Schwedischen Akademie (der Preis der Schwedischen Reichsbank für Wirtschaftswissenschaften zum Gedenken an Alfred Nobel war noch nicht geschaffen). Eine Ehrendoktorwürde erhielt er 1972 von der Sorbonne und 1976 von Madrids Complutense Universität. Seit 1954 war er Mitglied der British Academy.

## Werk (Auswahl)
- Production of Commodities by Means of Commodities, Cambridge University Press, Cambridge, UK, 1960.
- Warenproduktion mittels Waren. Nachworte von Bertram Schefold, Suhrkamp, Frankfurt/Main, 1976. [Akademie-Verlag, Berlin, 1968, Hrsg.: Johannes Behr, Gunther Kohlmey (Deutsche Akademie der Wissenschaften zu Berlin, Institut für Wirtschaftswissenschaften), J. Behr, Übers.].
  - durchgesehene Faksimile-Edition: Metropolis-Verlag, Marburg 2014, ISBN 978-3-7316-1065-6.
- als Herausgeber mit Maurice Dobb: David Ricardo, Works and Correspondence (Werke und Briefe), 11 Bde., Cambridge University Press, Cambridge, UK, 1951–1973.